# 中川あゆみ
中川 あゆみ(なかがわ あゆみ、1996年5月4日 - )は、神奈川県横須賀市出身の歌手。

## プロフィール
- 2003年までの姓は『三原(みはら)』であったが、両親の離婚と母親の両親（彼女から見れば祖父母）に養子縁組し、現在の姓『中川』になる。歌手の中村あゆみが好きだった産みの母親は娘の名前をあゆみと名づける。
- 離婚をする頃に話し合いが持たれたが、彼女はそれを「親戚6人が言い争いをしていると思った」と言う。恐らく、話し合いが縺れ、厳しい口調になったと思われる。
- 苗字が変わると同時に「もらいっ子」と呼ばれいじめに遭う様になり、同時に祖父母の家以外に居場所がなく、一人ぼっちになり、不登校になる。その時に出会ったのが長渕剛の歌であった。
- 路上ライブ活動も精力的に行っている。

## 概要
- Twitterで話題になり、YouTubeでも配信されるようになる。彼女の歌に共感の声が上がり、avex traxから14歳の誕生日翌日の2010年5月5日こどもの日にデビューシングル『事実〜12歳で私が決めたコト〜』でデビューした。
- 公式プロフィールサイトでは着物を着ているが、演歌・民謡歌手ではない。

## シングル
- 事実〜12歳で私が決めたコト〜(avex trax、2010年5月5日、AVCD-31860)
収録曲目
  1. 事実 ～12歳で私が決めたコト～(6:47)
  2. 似顔絵(2:28)
  3. 事実 ～12歳で私が決めたコト～ (BaNd SessioN Ver.)(6:18)
- ありがとうに包まれて(avex trax、2011年10月5日、AVCD-48224)
収録曲目
  1. ありがとうに包まれて(4:33)
  2. 大人を見て思うこと(6:18)
  3. ありがとうに包まれて (Instrumental)
  4. 大人を見て思うこと (Instrumental)